# Body and Soul (ER)
Body and Soul is de dertiende aflevering van het twaalfde seizoen van de televisieserie ER, die voor het eerst werd uitgezonden op 2 februari 2006.

## Verhaal
Dr. Nate Lennox, een voormalige professor in biochemie en mentor van dr. Lockhart wordt de SEH binnengebracht in zijn laatste fase van ALS. Door middel van Flashbacks wordt de laatste zes jaar getoond van zijn leven met de ziekte ALS. Hij wil het opgeven en vraagt de doktoren om hem te laten sterven, dr. Lockhart is het hier niet mee eens en is vastbesloten om hem over te halen te blijven vechten voor zijn leven. 

## Rolverdeling

### Hoofdrollen
- Goran Višnjić - Dr. Luka Kovac
- Maura Tierney - Dr. Abby Lockhart
- Mekhi Phifer - Dr. Gregory Pratt
- Parminder Nagra - Dr. Neela Rasgrota
- Shane West - Dr. Ray Barnett
- John Aylward - Dr. Donald Anspaugh
- Leland Orser - Dr. Lucien Dubenko
- Linda Cardellini - verpleegster Samantha Taggart
- Yvette Freeman - verpleegster Haleh Adams
- Deezer D - verpleger Malik McGrath
- Lily Mariye - verpleegster Lily Jarvik
- Emily Wagner - ambulancemedewerker Doris Pickman

### Gastrollen (selectie)
- James Woods - Dr. Nate Lennox
- Roger Aaron Brown - Dr. Jared Ames
- Ally Walker - Fran Bevens
- Adam Chambers - Chapman
- Ewan Chung - Chiu
- John Collin - Bryan